# Пирамида Пепи II
Пирамида Пепи II построена во времена VI династии для фараона Пепи II в южной Саккаре, Египет. Размер основания пирамиды 78,6 м, высота 52,4 м. Снаружи пирамида была облицована белым известняком. Вход в пирамиду с северной стороны. Стены погребальной камеры покрыты «Текстами пирамид». Потолки украшены звёздами. На одном из потолков имеется дыра, проделанная грабителями ещё в глубокой древности. Внутри одной из камер стоит саркофаг, сделанный из гранита.
Весь пирамидальный комплекс Пепи построен из известняка. На юго-восточной стороне комплекса имеется небольшая пирамида-спутник. Помимо пирамиды-спутника, за оградой расположены три пирамиды цариц: две на северной (пирамиды Нейт и Ипут II) и одна с южной стороны комплекса (пирамида Уджебтен). Пирамиды цариц принадлежали сёстрам Пепи II. Храмовый комплекс примыкает к восточной стороне пирамиды. Стены храма украшены рельефами, изображающими празднества в честь бога Мина и Хеб-сед. Центральная часть храма поддерживается восемнадцатью колоннами из красного кварцита. От комплекса в северо-восточном направлении отходит дорога протяжённостью в 400 м, оканчивающаяся храмом долины. В 12 метрах южнее комплекса Пепи расположена мастаба Шепсескафа, а в 380 м восточнее пирамида Иби.
С 1926 по 1932 год египтолог Гюстав Жекуир периодически раскапывал пирамиду и прилегающий комплекс.

## Галерея

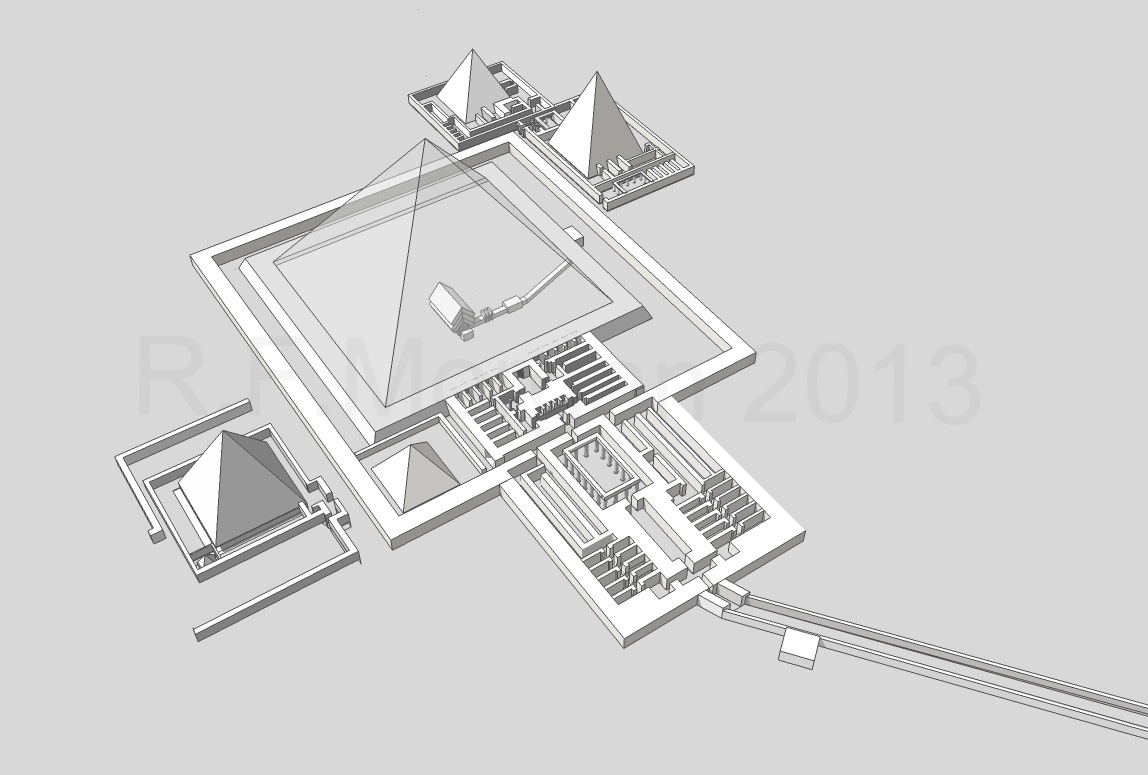
Пирамида Пепи II. Изометрическое изображение
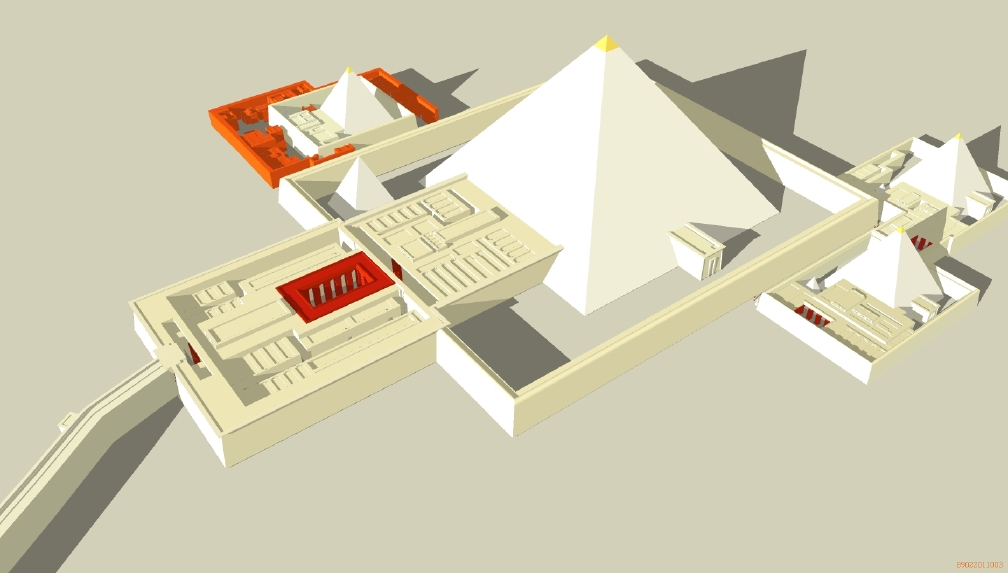
Некрополь Пепи II. Реконструкция
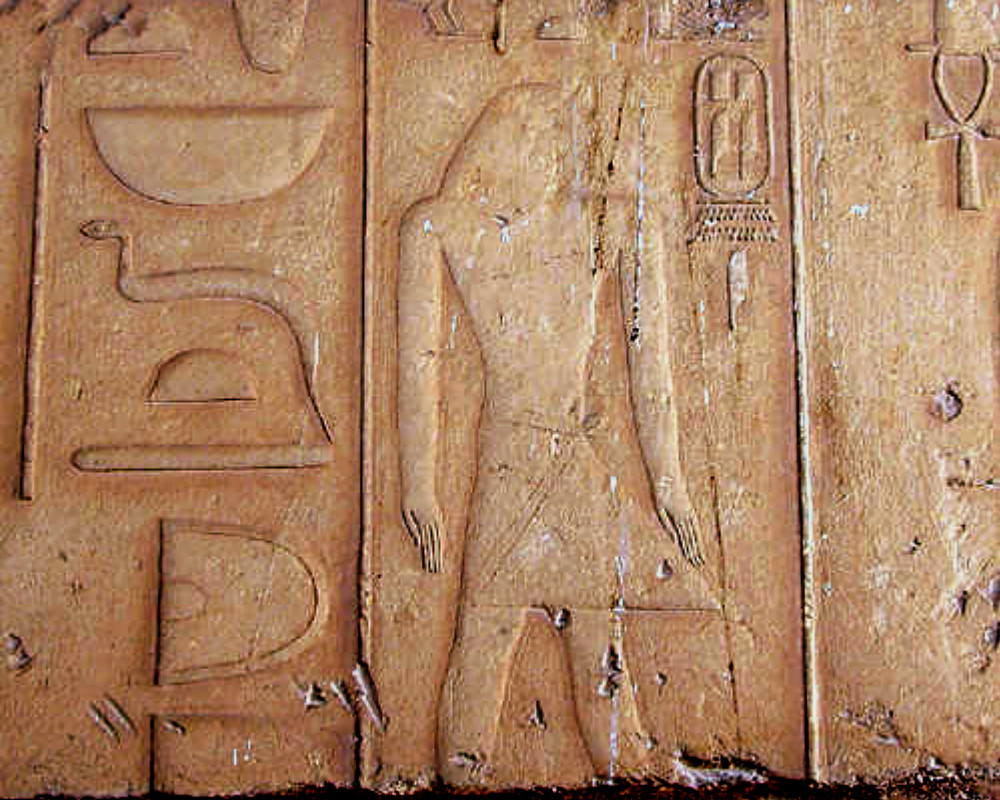
Рельеф с именем Пепи